# Pau Alboí della Scala
Pau Alboí della Scala fou fill de Mastino II della Scala. Va néixer el 1343 i el 1359 el seu germà Cansignoro della Scala el va associar al govern. El 20 de febrer de 1365 el seu germà el va deposar i el va acusar de conspiració i fou empresonat al castell de Peschiera on fou estrangulat el 16 d'octubre de 1375 per ordre del seu nebot Bartolomeo II della Scala que acabava de pujar al poder.
Va deixar tres filles de les quals dos que foren abadesses del monestir franciscà de Santa Maria delle Vergini a Campomarzo: Pentiselea (que fou abadessa del 1413 fins passat el 1415), Silvestra (que fou abadessa el 1422 fins a una data desconeguda), i Orsolina (monja al monestir, va morir el 1395).